# Métro automatisé

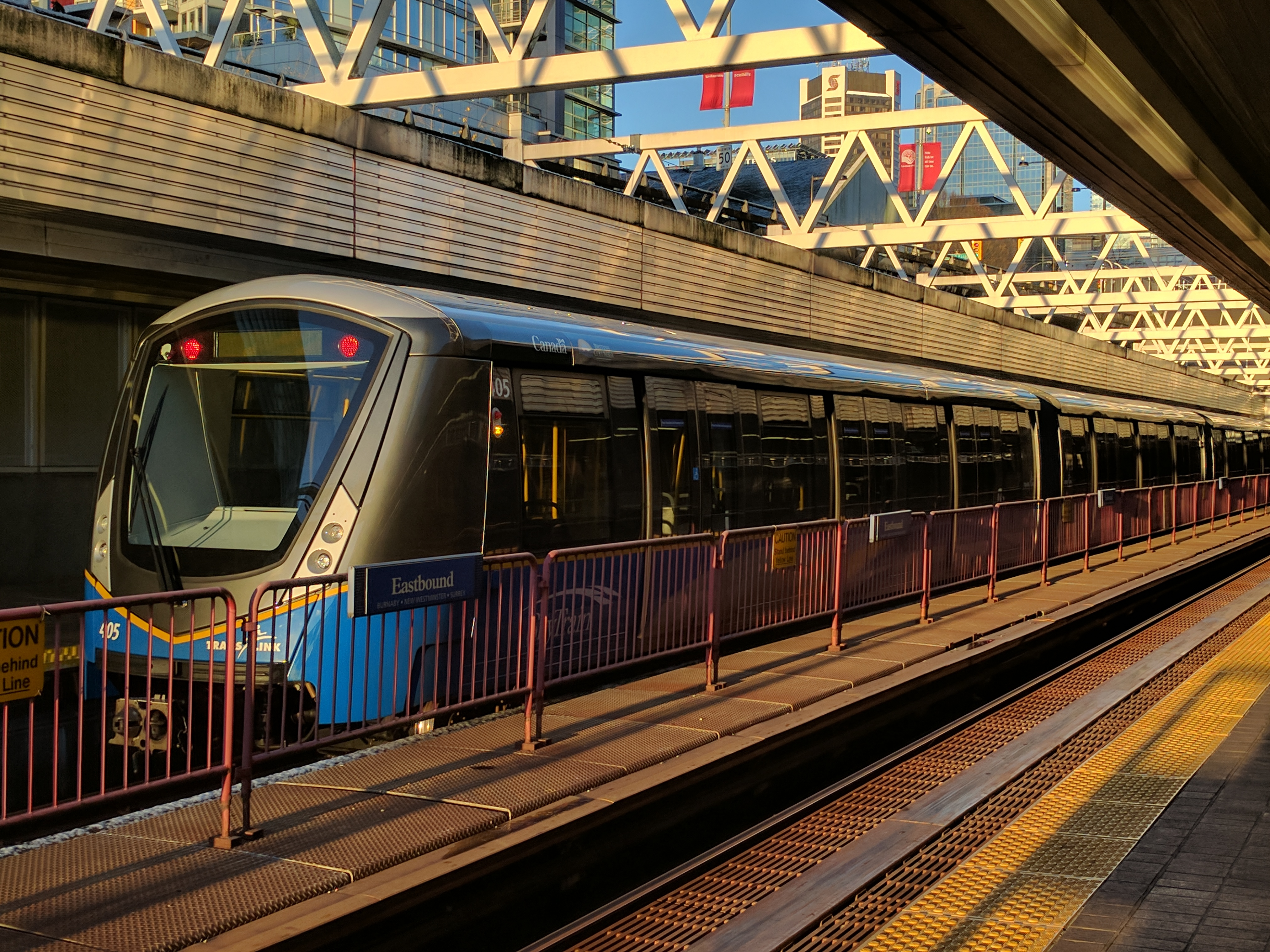
Le Skytrain de Vancouver est le plus long réseau automatisé du monde.

Un métro automatisé est un moyen de transport urbain dont l'exploitation est automatisée, partiellement (certaines opérations de conduite peuvent rester à la charge du conducteur, comme la fermeture des portes) ou bien intégralement (la présence d'un conducteur dans le métro est facultative). En France, le terme de pilotage automatique (PA) est utilisé. Historiquement il désignait le système de pilotage automatique partiel du métro de Paris.
Les tableaux suivants répertorient les systèmes de métros, métros légers et transports hectométriques urbains répondant à différents degrés d'automatisation. En sont omis les systèmes desservant principalement des terminaux aéroportuaires (CDGVAL, AirTrain JFK).

## Systèmes automatisés de niveau 4
Des quatre niveaux d'automatisation des transports urbains, le quatrième est le plus avancé. Il correspond à une exploitation sans personnel à bord des trains, le système supervisant les échanges voyageurs en plus de la circulation.
* Une case grisée indique que toutes les lignes du système sont automatisées.

### Europe

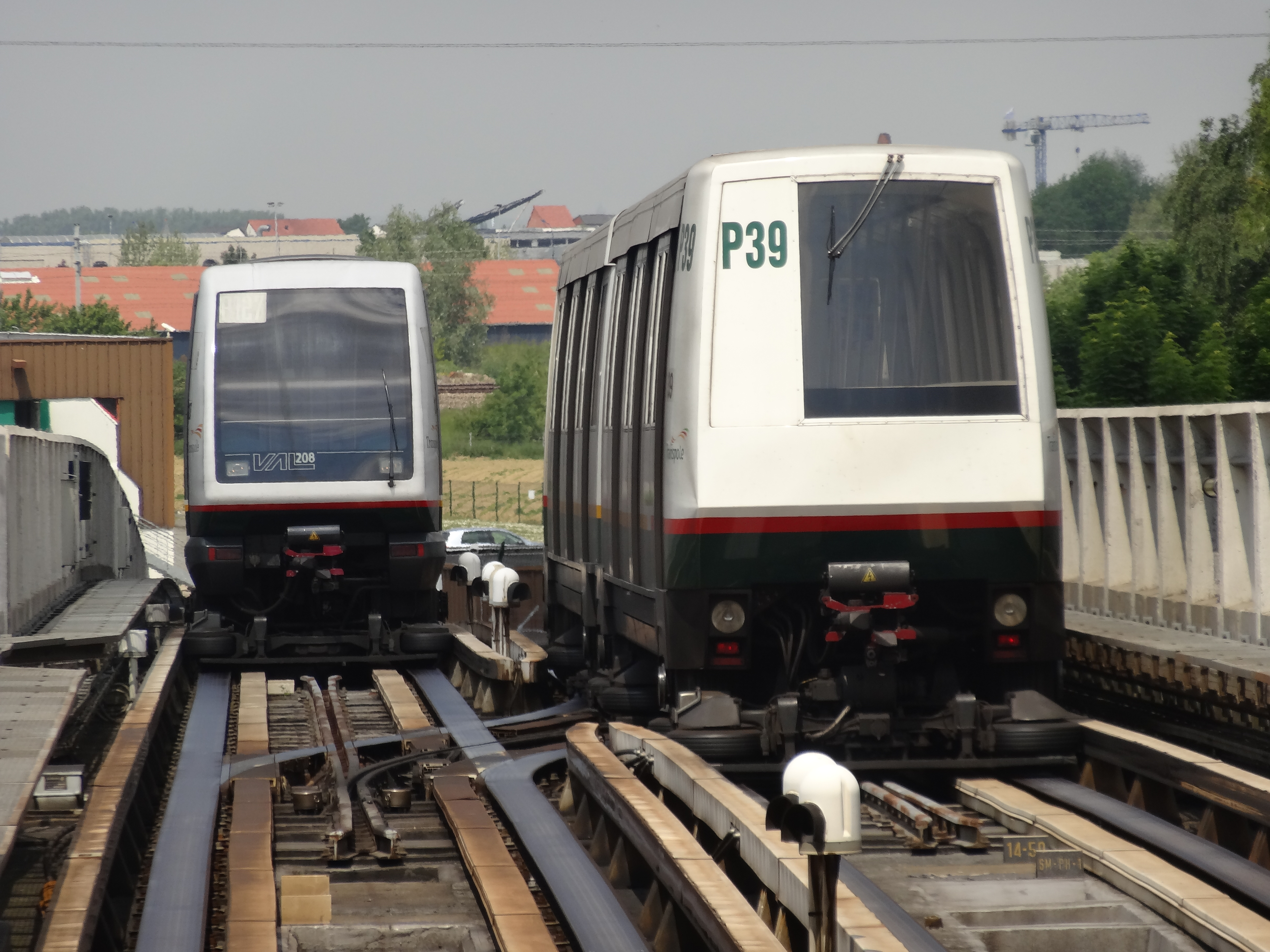
Le VAL de Lille, premier "métro" entièrement automatisé au monde (après le "taxi-robot" de Morgantown de 1975).

| Pays      | Ville         | Système                | Ligne* | Technologie                  | Année | Longueur (km) |
| --------- | ------------- | ---------------------- | ------ | ---------------------------- | ----- | ------------- |
| Allemagne | Nuremberg     | Métro de Nuremberg     | U2     |                              | 1984  | 13,2          |
| Allemagne | Nuremberg     | Métro de Nuremberg     | U3     | 2008                         | 7     |               |
| Danemark  | Copenhague    | Métro de Copenhague    |        | Ansaldo STS CBTC             | 2002  | 42,5          |
| Espagne   | Barcelone     | Métro de Barcelone     | 9      | Siemens Trainguard MT CBTC   | 2009  | 28            |
| Espagne   | Barcelone     | Métro de Barcelone     | 10     | Siemens Trainguard MT CBTC   | 2010  | 6,2           |
| France    | Lille         | Métro de Lille         | 1      | Alstom Urbalis 500 (Fluence) | 1983  | 12,542        |
| France    | Lille         | Métro de Lille         | 2      | Siemens VAL                  | 1989  | 43,7          |
| France    | Lyon          | Métro de Lyon          | B      | Alstom Urbalis 400           | 2022  | 10,2          |
| France    | Lyon          | Métro de Lyon          | D      | MAGGALY                      | 1991  | 12,5          |
| France    | Toulouse      | Métro de Toulouse      |        | Siemens VAL                  | 1993  | 28,2          |
| France    | Rennes        | Métro de Rennes        | a      | Siemens VAL                  | 2002  | 9,4           |
| France    | Rennes        | Métro de Rennes        | b      | Siemens Neoval               | 2022  | 14,1          |
| France    | Paris         | Métro de Paris         | 1      | Siemens Trainguard MT CBTC   | 2012  | 16,6          |
| France    | Paris         | Métro de Paris         | 4      | Siemens SAET                 | 2022  | 14            |
| France    | Paris         | Métro de Paris         | 14     | Siemens SAET                 | 1998  | 27,8          |
| Grèce     | Thessalonique | Métro de Thessalonique |        | AnsaldoBreda Driverless      | 2024  | 9,6           |
| Hongrie   | Budapest      | Métro de Budapest      | M4     | Siemens Trainguard MT CBTC   | 2014  | 12,7          |
| Italie    | Rome          | Métro de Rome          | C      | Ansaldo STS CBTC             | 2014  | 18,1          |
| Italie    | Turin         | Métro de Turin         | M1     | Siemens VAL                  | 2006  | 13,2          |
| Italie    | Milan         | Métro de Milan         | 4      | Ansaldo STS CBTC             | 2022  | 7,3           |
| Italie    | Milan         | Métro de Milan         | 5      | Ansaldo STS CBTC             | 2013  | 12,8          |
| Italie    | Brescia       | Métro de Brescia       |        | Ansaldo STS CBTC             | 2013  | 13,7          |
| Suisse    | Lausanne      | Métro de Lausanne      | M2     | Alstom Urbalis 300           | 2008  | 5,95          |
| Turquie   | Istanbul      | Métro d'Istanbul       | M7     | Bombardier CITYFLO 650       | 2020  | 20            |
| Turquie   | Istanbul      | Métro d'Istanbul       | M11    | Aselsan                      | 2023  | 69            |

### Amériques
| Pays       | Ville             | Système                            | Ligne | Technologie                                | Année | Longueur (km) |
| ---------- | ----------------- | ---------------------------------- | ----- | ------------------------------------------ | ----- | ------------- |
| Brésil     | São Paulo         | Métro de São Paulo                 | 4     | Siemens CBTC                               | 2010  | 12,8          |
| Brésil     | São Paulo         | Métro de São Paulo                 | 15    | Bombardier Innovia                         | 2014  | 8,4           |
| Canada     | Vancouver         | Skytrain de Vancouver              |       | Thales SelTrac                             | 1985  | 79,5          |
| Canada     | Montréal          | Réseau Express Métropolitain (REM) |       | Alstom Metropolis                          | 2023  | 64,5          |
| Chili      | Santiago du Chili | Métro de Santiago                  | 3     | Thales SelTrac                             | 2019  | 22            |
| Chili      | Santiago du Chili | Métro de Santiago                  | 6     | Thales SelTrac                             | 2017  | 15,3          |
| États-Unis | Detroit           | Detroit People Mover               |       | Thales SelTrac                             | 1987  | 4,73          |
| États-Unis | Miami             | Miami Metromover                   |       | Bombardier Innovia                         | 1986  | 7,1           |
| États-Unis | Morgantown        | Personal Rapid Transit             |       | Boeing Alden StaRRcar                      | 1975  | 14            |
| États-Unis | Jacksonville      | Monorail de Jacksonville           |       | Thales SelTrac                             | 1989  | 4             |
| Pérou      | Lima              | Métro de Lima                      | 2     | AnsaldoBreda Driverless / Hitachi Rail STS | 2023  | 4,5           |

### Asie
| Pays                | Ville        | Système                      | Ligne                  | Technologie                                | Année | Longueur (km) |
| ------------------- | ------------ | ---------------------------- | ---------------------- | ------------------------------------------ | ----- | ------------- |
| Arabie saoudite     | Riyad        | Métro de Riyad               |                        |                                            | 2024  | 176           |
| Chine               | Canton       | Métro de Canton              | Ligne APM              |                                            | 2010  | 3,9           |
| Chine               | Chengdu      | Métro de Chengdu             | 9                      |                                            | 2020  | 22,2          |
| Chine               | Chongqing    | Métro de Chongqing           | Bishan SkyShuttle      |                                            | 2021  | 15,4          |
| Chine               | Jinan        | Métro de Jinan               | 2                      |                                            | 2021  | 36,4          |
| Chine               | Nankin       | Métro de Nankin              | 7                      |                                            | 2022  | 35,7          |
| Chine               | Ningbo       | Métro de Ningbo              | 5                      |                                            | 2021  | 27,9          |
| Chine               | Pékin        | Métro de Pékin               | 3                      |                                            | 2024  | 14,7          |
| Chine               | Pékin        | Métro de Pékin               | 11                     |                                            | 2021  | 4,2           |
| Chine               | Pékin        | Métro de Pékin               | 12                     |                                            | 2024  | 27,5          |
| Chine               | Pékin        | Métro de Pékin               | 17                     |                                            | 2021  | 49,7          |
| Chine               | Pékin        | Métro de Pékin               | 19                     |                                            | 2021  | 20,9          |
| Chine               | Pékin        | Métro de Pékin               | Ligne Yanfang          |                                            | 2017  | 14,4          |
| Chine               | Pékin        | Métro de Pékin               | Daxing Airport Express |                                            | 2019  | 41,4          |
| Chine               | Qingdao      | Métro de Qingdao             | 6                      |                                            | 2024  | 30,7          |
| Chine               | Shanghai     | Métro de Shanghai            | 10                     | Alstom Urbalis 888                         | 2010  | 46,3          |
| Chine               | Shanghai     | Métro de Shanghai            | 14                     | Thales SelTrac TSTBC 2.0                   | 2021  | 38,5          |
| Chine               | Shanghai     | Métro de Shanghai            | 15                     | Alstom Urbalis 888                         | 2021  | 42,3          |
| Chine               | Shanghai     | Métro de Shanghai            | 18                     | Alstom Urbalis 888                         | 2020  | 36,7          |
| Chine               | Shanghai     | Métro de Shanghai            | Pujiang                | Bombardier Innovia APM300                  | 2018  | 6,7           |
| Chine               | Shenzhen     | Métro de Shenzhen            | 6B                     |                                            | 2022  | 6,1           |
| Chine               | Shenzhen     | Métro de Shenzhen            | 12                     |                                            | 2022  | 48,6          |
| Chine               | Shenzhen     | Métro de Shenzhen            | 13                     |                                            | 2024  | 6,4           |
| Chine               | Shenzhen     | Métro de Shenzhen            | 14                     |                                            | 2022  | 50,3          |
| Chine               | Shenzhen     | Métro de Shenzhen            | 16                     |                                            | 2022  | 29,2          |
| Chine               | Shenzhen     | Métro de Shenzhen            | 20                     |                                            | 2021  | 8,4           |
| Chine               | Suzhou       | Métro de Suzhou              | 5                      |                                            | 2021  | 44,1          |
| Chine               | Suzhou       | Métro de Suzhou              | 6                      |                                            | 2024  | 36,1          |
| Chine               | Suzhou       | Métro de Suzhou              | 7                      |                                            | 2024  | 35,2          |
| Chine               | Suzhou       | Métro de Suzhou              | 8                      |                                            | 2024  | 35,6          |
| Chine               | Suzhou       | Métro de Suzhou              | 11                     |                                            | 2023  | 41,3          |
| Chine               | Taiyuan      | Métro de Taiyuan             | 2                      |                                            | 2020  | 23,6          |
| Chine               | Wuhan        | Métro de Wuhan               | 5                      |                                            | 2021  | 34,6          |
| Chine               | Xi'an        | Métro de Xi'an               | 16                     |                                            | 2023  | 15            |
| Chine               | Zhengzhou    | Métro de Zhengzhou           | 12                     |                                            | 2023  | 16,5          |
| Émirats arabes unis | Dubaï        | Métro de Dubaï               |                        |                                            | 2009  | 74,6          |
| Indonésie           | Jakarta      | Métro léger du Grand Jakarta |                        |                                            | 2023  | 44,5          |
| Japon               | Tokyo        | New Transit Yurikamome       |                        |                                            | 1995  | 14,7          |
| Japon               | Tokyo        | Nippori-Toneri Liner         |                        |                                            | 2008  | 9,7           |
| Japon               | Yokohama     | Ligne Kanazawa Seaside       |                        |                                            | 1989  | 10,6          |
| Japon               | Nagoya       | Linimo                       |                        |                                            | 2005  | 8,9           |
| Japon               | Osaka        | Métro d'Osaka                | Nankō Port Town        |                                            | 1981  | 7,9           |
| Japon               | Kobe         | Kobe New Transit             |                        |                                            | 1981  | 15,3          |
| Japon               | Hiroshima    | Ligne Skyrail Midorizaka     |                        |                                            | 1998  | 1,3           |
| Macao               | Macao        | Métro de Macao               |                        |                                            | 2019  | 16,3          |
| Malaisie            | Kuala Lumpur | Métro léger Putra            |                        | Thales SelTrac                             | 1998  | 29            |
| Malaisie            | Kuala Lumpur | Ligne Sungai Buloh–Kajang    |                        |                                            | 2017  | 51            |
| République de Corée | Busan        | Métro de Pusan               | 4                      |                                            | 2011  | 10,8          |
| République de Corée | Busan        | Métro de Pusan               | Busan-Gimhae           | Thales SelTrac                             | 2011  | 23,9          |
| République de Corée | Daegu        | Métro de Daegu               | 3                      |                                            | 2015  | 23,95         |
| République de Corée | Séoul        | Maglev d'Incheon             |                        |                                            | 2016  | 6,1           |
| République de Corée | Séoul        | Métro d'Incheon              | 2                      | Thales SelTrac                             | 2016  | 29,2          |
| République de Corée | Séoul        | Métro de Séoul               | Sin Bundang            | Thales SelTrac                             | 2011  | 17,3          |
| République de Corée | Séoul        | Métro de Séoul               | U                      | VAL                                        | 2012  | 11,3          |
| République de Corée | Séoul        | Métro de Séoul               | Yongin Everline        | Bombardier Innovia                         | 2013  | 18,14         |
| République de Corée | Séoul        | Métro de Séoul               | Ui LRT                 |                                            | 2017  | 11,4          |
| République de Corée | Séoul        | Métro de Séoul               | Gimpo Gold             | Nippon Signal SPARCS                       | 2019  | 23,7          |
| République de Corée | Séoul        | Métro de Séoul               | Sillim                 |                                            | 2022  | 7,8           |
| Qatar               | Doha         | Métro de Doha                |                        | SelTrac                                    | 2019  | 76            |
| Singapour           | Singapour    | Métro de Singapour           | North East             | Alstom Urbalis 300                         | 2003  | 45            |
| Singapour           | Singapour    | Métro de Singapour           | Circle                 | Alstom Urbalis 300                         | 2009  | 35,5          |
| Singapour           | Singapour    | Métro de Singapour           | Downtown               | Siemens Sirius CBTC                        | 2013  | 41,9          |
| Singapour           | Singapour    | Métro de Singapour           | North South            | Thales SelTrac Convergence CBTC            | 2017  | 45            |
| Singapour           | Singapour    | Métro de Singapour           | East West              | Thales SelTrac Convergence CBTC            | 2018  | 57,2          |
| Singapour           | Singapour    | Métro de Singapour           | Thomson–East Coast     | Alstom Urbalis 400                         | 2020  | 40,6          |
| Taiwan              | Taipei       | Métro de Taipei              | Ligne Wenhu            | Bombardier CITYFLO 650                     | 1996  | 25,1          |
| Taiwan              | Taipei       | Métro de Taipei              | Ligne circulaire       | AnsaldoBreda Driverless / Ansaldo STS CBTC | 2020  | 15,4          |
| Taiwan              | Taichung     | Métro de Taichung            | Ligne verte            |                                            | 2021  | 16,7          |
| Thaïlande           | Bangkok      | MRT (Bangkok)                | Ligne jaune            | Bombardier CITYFLO 650                     | 2023  | 28,6          |
| Thaïlande           | Bangkok      | MRT (Bangkok)                | Ligne rose             | Bombardier CITYFLO 650                     | 2023  | 33,9          |
| Thaïlande           | Bangkok      | SkyTrain de Bangkok          | Ligne or               | Bombardier CITYFLO 650                     | 2020  | 1,8           |
| Turquie             | Istanbul     | Métro d'Istanbul             | M5                     | Bombardier CITYFLO 650                     | 2017  | 26,5          |
| Turquie             | Istanbul     | Métro d'Istanbul             | M8                     | Bombardier CITYFLO 650                     | 2023  | 14,3          |

### Océanie
| Pays      | Ville  | Système         | Ligne                  | Technologie        | Année | Longueur (km) |
| --------- | ------ | --------------- | ---------------------- | ------------------ | ----- | ------------- |
| Australie | Sydney | Métro de Sydney | North West & Bankstown | Alstom Urbalis 400 | 2019  | 51,5          |

## Systèmes automatisés de niveau 3
Le troisième niveau d'automatisation correspond à l'exploitation des trains sans conducteurs mais avec un personnel chargé de la supervision du statut des trains et éventuellement des échanges voyageurs.
| Pays        | Ville     | Système                 | Ligne | Technologie              | Année | Longueur (km) |
| ----------- | --------- | ----------------------- | ----- | ------------------------ | ----- | ------------- |
| Brésil      | Sao Paulo | Métro de Sao Paulo      | 2     | Alstom CBTC URBALIS      | 2016  | 14,7          |
| Brésil      | Sao Paulo | Métro de Sao Paulo      | 5     | Bombardier CITYFLO 650   | 2017  | 14,5          |
| Canada      | Toronto   | Métro de Toronto        | 3     | Thales SelTrac           | 1985  | 6,4           |
| Royaume-Uni | Londres   | Docklands Light Railway |       | Thales SelTrac           | 1994  | 34            |
| Chine       | Shanghai  | Métro de Shanghai       | 5     | Thales SelTrac TSTBC 2.0 | 2003  | 37,3          |
| Chine       | Shanghai  | Métro de Shanghai       | 17    | Tranavi                  | 2017  | 35,3          |

## Systèmes en construction et en projet
| Pays      | Ville     | Système            | Ligne        | Technologie                | Année     | Longueur (km) |
| --------- | --------- | ------------------ | ------------ | -------------------------- | --------- | ------------- |
| Singapour | Singapour | Métro de Singapour | TEL          | Alstom Urbalis 400         | 2019-2024 | 43            |
| Canada    | Montréal  | REM                |              | Alstom Urbalis 400         | 2020-2021 | 67            |
| Italie    | Milan     | Métro de Milan     | 4            | Ansaldo STS CBTC           | 2022      | 15            |
| France    | Paris     | Métro de Paris     | 15, 16 et 17 | Siemens Trainguard MT CBTC | 2025-2030 | 127,5         |
| France    | Paris     | Métro de Paris     | 18           | Alstom Urbalis 500 Fluence | 2026-2030 | 35            |
| France    | Marseille | Métro de Marseille | 1 et 2       | Alstom Urbalis 400         | 2022-2026 | 21,9          |
| France    | Toulouse  | Metro de Toulouse  | TAE          | Alstom Urbalis 400         | 2024      | 27            |

## Voir Aussi
- Transports guidés urbains automatiques

- Canton mobile déformable

- Pilotage automatique du métro de Paris